# Spoorlijn Ulm - Friedrichshafen
De spoorlijn Ulm – Friedrichshafen, ook wel Südbahn of  Schwäbische Eisenbahn genoemd, is een Duitse spoorlijn (DB 4500) onder beheer van DB Netze in Baden-Württemberg tussen Ulm, Biberach an der Riß, Aulendorf en Ravensburg naar Friedrichshafen en Friedrichshafen Haven.

## Geschiedenis
Het traject werd tussen 1846 en 1850 door de Königlich Württembergische Staats-Eisenbahnen aangelegd en in fases geopend:
- 8 november 1847: Friedrichshafen – Ravensburg
- 26 mei 1849: Ravensburg – Biberach an der Riß
- 1 juni 1850: Biberach an der Riß – Ulm

De uitbreiding met het tweede spoor vond tussen 1905 en 1930 plaats.
Het traject begint als Filstalbahn in Stuttgart Hbf.
In juni 2008 besloot de Landkreis Biberach en de Deutsche Bahn AG tot de aanleg van een 2,5 kilometer lange verbindingsboog tussen Laupheim Stadt en de Südbahn richting Biberach. De werkzaamheden begonnen in 2009 en werden in 2011 afgerond.

## Treindiensten

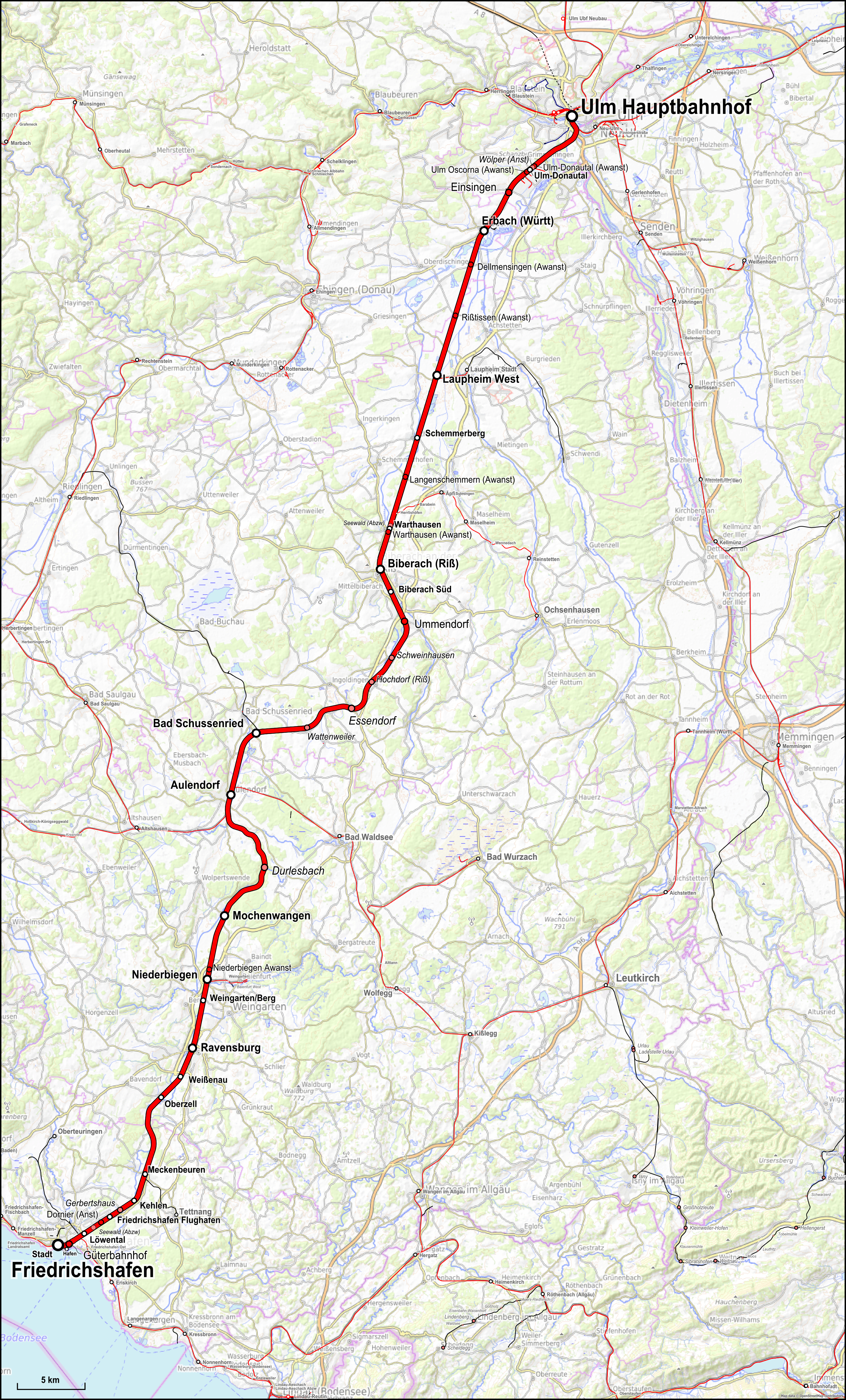
Trajectkaart spoorlijn Ulm - Friedrichshafen

### Deutsche Bahn
De Deutsche Bahn verzorgt het personenvervoer op dit traject met RE- en RB-treinen.
Na de Tweede Wereldoorlog werd een aantal stations aan dit traject gesloten.

#### Inter Regio
In de jaren 1990 werd de InterRegiotreindienst tussen Karlsruhe en Lindau op dit traject ingevoerd. In 2001 werd deze treindienst ingekort tot Karlsruhe – Ulm.

#### InterCity
In 2002 werd deze InterRegiotrein vervangen door een InterCitytrein tussen Münster(Westf) / Dortmund – Lindau – Innsbruck.

#### Interregio-Express
De Deutsche Bahn AG berijdt ieder uur dit traject met een IRE-sneltrein tussen Stuttgart en Lindau. Deze treinen bestaan uit een duw-/trektrein met locomotief en dubbeldekswagons. In Ulm wordt de elektrische locomotief Baureihe 146.2 gewisseld voor een diesellocomotief Baureihe 218.
De Deutsche Bahn AG berijdt iedere twee uur dit traject met een IRE sneltrein tussen Ulm en Basel. Deze treinen bestaan uit een of meer treinstellen van het type Baureihe 611.

### Regionaal personenvervoer

#### Regio Alb-Bodensee
Op het noordelijke deel van de Südbahn worden de regionale stoptreinen gereden door de Regio Alb-Bodensee (RAB) met treinstellen van het type Stadler Regio-Shuttle RS1.
In 1999 werd het traject tussen Laupheim West en Laupheim Stadt gereactiveerd en de treindienst tussen Laupheim Stadt en Ulm wordt uitgevoerd door treinen van de DB RAB. De treindienst werd verlengd van Ulm over de Brenzbahn naar Langenau.

#### Bodensee-Oberschwaben-Bahn
Op het zuidelijke deel van de Südbahn ook wel Geißbockbahn genoemd tussen Friedrichshafen en Ravensburg werden vanaf 1 juli 1993 de regionale stoptreinen gereden door de Bodensee-Oberschwaben-Bahn GmbH (BOB) met treinstellen van het type NE 81. Door de grote vervoersgroei moest de BOB in 1994 treinstellen van de Hohenzollerische Landesbahn (HzL) bij gaan huren. De treindienst werd enkele jaren later naar Aulendorf verlengd.
Sinds de herfst van 1998 rijden er ook treinstellen van het type Stadler Regio-Shuttle RS1.

## Aansluitingen
In de volgende plaatsen was of is er een aansluiting van de volgende spoorwegmaatschappijen:

### Ulm
- Maximiliansbahn, spoorlijn tussen Ulm en München
- Illertalbahn,spoorlijn tussen Ulm en Obersdorf
- Filstalbahn, spoorlijn tussen Stuttgart en Ulm
- Donautalbahn, spoorlijn tussen Ulm en Donaueschingen
- Donautalbahn, spoorlijn tussen Ulm en Regensburg
- Brenzbahn, spoorlijn tussen Ulm en Aalen
- Straßenbahn Ulm, stadstram in Ulm

### Laupheim West
- Laupheim – Schwendi, spoorlijn tussen Laupheim en Schwendi

### Warthausen

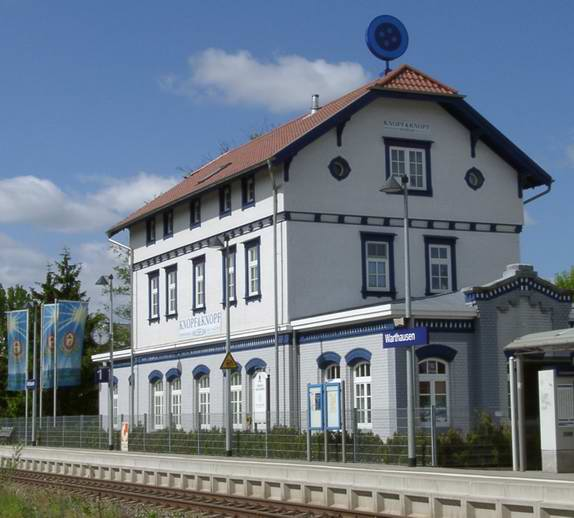
station Warthausen

- Schmalspurbahn Öchsle naar Ochsenhausen

### Aulendorf
- Allgäubahn, spoorlijn tussen Hergatz en Aulendorf

### Niederbiegen
- Niederbiegen – Weingarten, spoorlijn tussen Niederbiegen en Weingarten

### Ravensburg
- Straßenbahn Ravensburg - Weingarten - Baienfurt (RW)

### Friederichshafen
- Bodenseegürtelbahn, spoorlijn tussen Radolfzell en Lindau
- Er was een spoorpont op het traject tussen Romanshorn en Friedrichshafen van 1869 tot 1976; de spoorwegveerdienst werd gestaakt tijdens de beide wereldoorlogen.[1],[2],[3]